# ليو فروبنيوس
ليو فروبنيوس (بالألمانية: Leo Frobenius )‏ (و. 1873 – 1938 م) هو عالم إنسان، ومؤرخ الفن، وعالم آثار، وعالم في الأتنيات ‏ ألماني، ولد في برلين، توفي في فربانيا، عن عمر يناهز 65 عاماً.

## جوائز
حصل على جوائز منها:
- درع غوته التكريمي لمدينة فرانكفورت  [لغات أخرى]‏ (1938).

## معرض صور

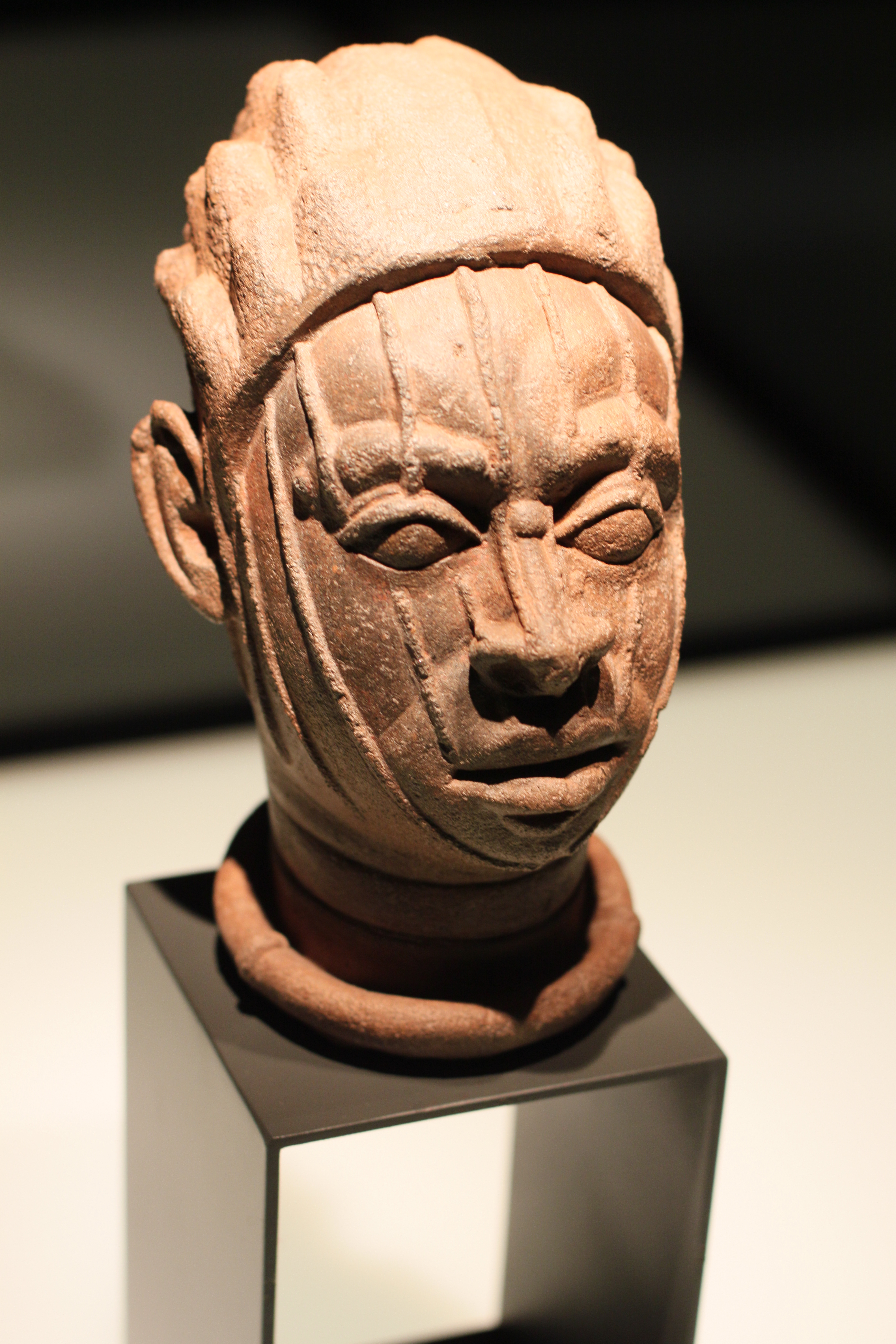
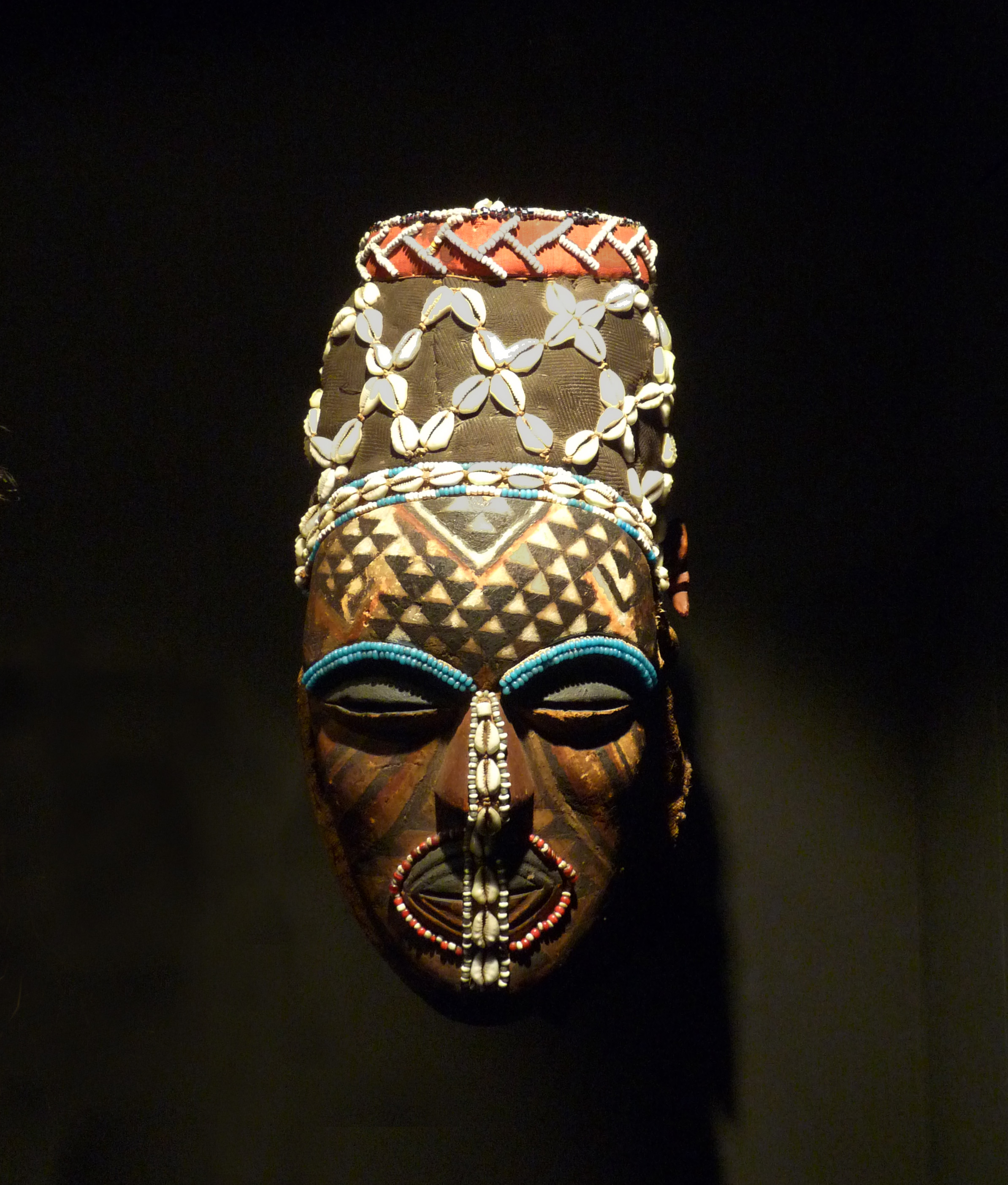
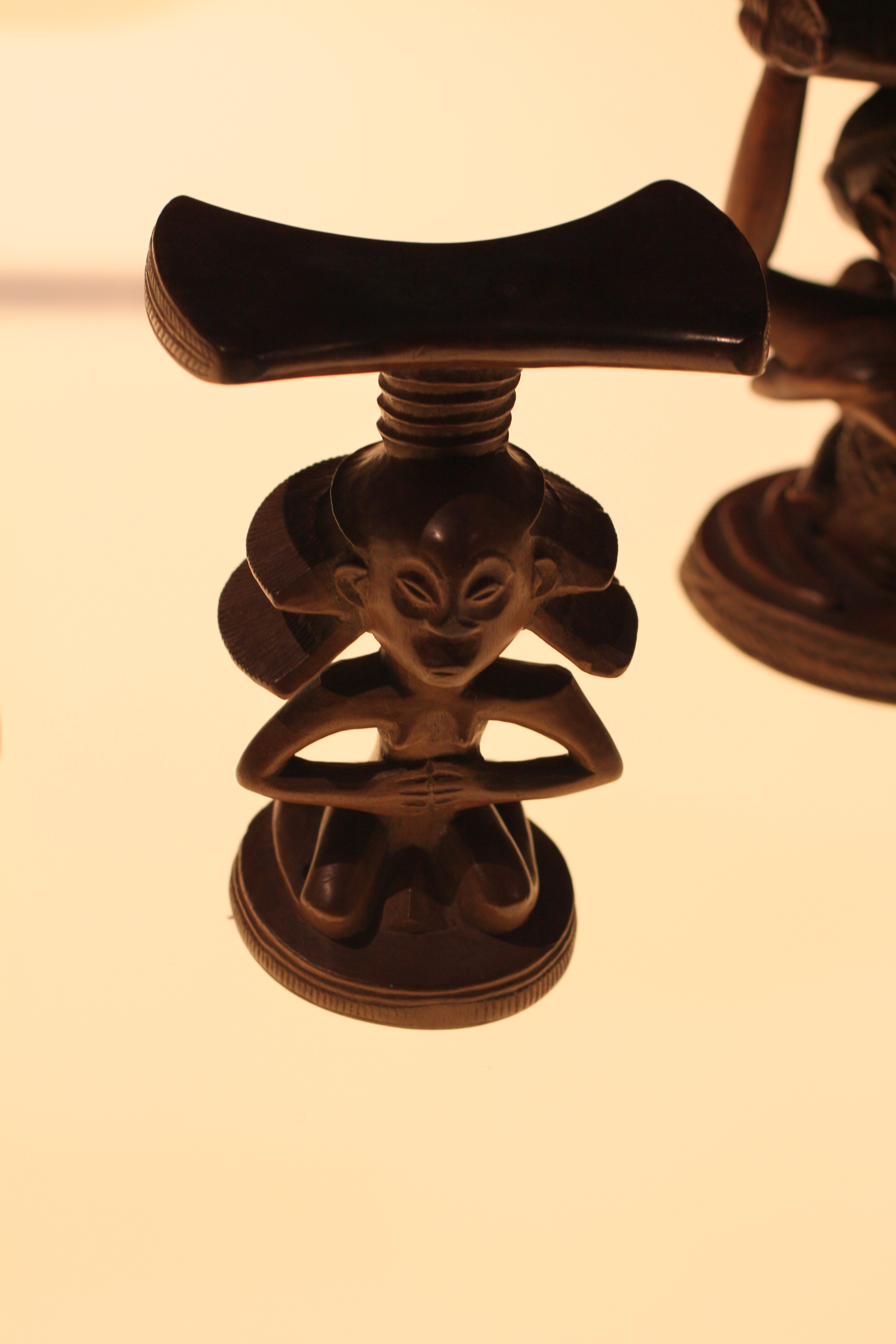

## روابط خارجية
- ليو فروبنيوس على موقع الموسوعة البريطانية (الإنجليزية)